# LangChain
LangChain — це програмний фреймворк, який допомагає полегшити інтеграцію великих мовних моделей (ВММ) у застосунки. Як фреймворк інтеграції мовних моделей, варіанти використання LangChain значною мірою збігаються з варіантами використання мовних моделей загалом, включаючи аналіз документів та підсумовування, чат-ботів та аналіз коду.

## Історія
LangChain був запущений у жовтні 2022 року як проєкт з відкритим кодом Harrison Chase, коли він працював у стартапі машинного навчання Robust Intelligence. Проєкт швидко набув популярності, завдяки вдосконаленням від сотень учасників на GitHub, обговоренням, що стали трендовими у Twitter, жвавій активності на Discord сервері проєкту, численним YouTube навчальним посібникам та зустрічам у Сан-Франциско та Лондоні. У квітні 2023 року LangChain був інкорпорований, і новий стартап залучив понад 20 мільйонів доларів фінансування з оцінкою щонайменше 200 мільйонів доларів від венчурної фірми Sequoia Capital, через тиждень після оголошення про інвестицію в розмірі 10 мільйонів доларів від Benchmark.
У третьому кварталі 2023 року було представлено LangChain Expression Language (LCEL), який забезпечує декларативний спосіб визначення ланцюжків дій.
У жовтні 2023 року LangChain представила LangServe, інструмент розгортання для розміщення коду LCEL як готового до виробництва API.

## Можливості
Розробники LangChain підкреслюють застосовність фреймворку до варіантів використання, включаючи чат-ботів, генерація, доповнена пошуком, підсумовування документів, та генерацію синтетичних даних.
Станом на березень 2023 року LangChain включав інтеграції з системами, включаючи Amazon, Google та Microsoft Azure хмарне сховище; API-обгортки для новин, інформації про фільми та погоди; Bash для підсумовування, перевірки синтаксису та семантики та виконання скриптів командної оболонки; численні підсистеми та шаблони веб-скрейпінгу; підтримка генерації запитів навчання з невеликою кількістю прикладів; пошук та підсумовування завдань «todo» у коді; Google Drive підсумовування, вилучення та створення документів, електронних таблиць та презентацій; Google Search та Microsoft Bing веб-пошук; Мовні моделі OpenAI, Anthropic та Hugging Face; Пошук та підсумовування посібників з ремонту та вікі-статей iFixit; MapReduce для відповідей на запитання, об'єднання документів та генерації запитань; Оцінювання перекриття N-грама; PyPDF, pdfminer, fitz та pymupdf для вилучення та маніпулювання текстом файлів PDF; Генерація, аналіз та налагодження коду Python та JavaScript; Векторна база даних Milvus для зберігання та отримання векторних вкладень; Векторна база даних Weaviate для кешування вкладень та об'єктів даних; Зберігання кеш-бази даних Redis; Python RequestsWrapper та інші методи для API-запитів; SQL та NoSQL бази даних, включаючи підтримку JSON; Streamlit, включаючи ведення журналу; Відображення тексту для пошуку k-найближчих сусідів; Перетворення часового поясу та календарні операції; Трасування та запис символів стека у потоковому та асинхронному підпроцесах; Та веб-сайт та SDK Wolfram Alpha. Станом на квітень 2023 року він може зчитувати з понад 50 типів документів та джерел даних.

## Інструменти LangChain
| Назва інструменту               | Потрібен обліковий запис? | Потрібен ключ API? | Ліцензування           | Функції                                                                                        | URL-адреса документації                                                        |
| ------------------------------- | ------------------------- | ------------------ | ---------------------- | ---------------------------------------------------------------------------------------------- | ------------------------------------------------------------------------------ |
| Alpha Vantage                   | Ні                        | Так                | Власницька             | Фінансові дані, аналітика                                                                      | https://python.langchain.com/docs/integrations/tools/alpha_vantage             |
| Apify                           | Ні                        | Так                | Комерційна             | Веб-скрейпінг, автоматизація                                                                   | https://python.langchain.com/docs/integrations/providers/apify/                |
| ArXiv                           | Ні                        | Ні                 | Відкритий вихідний код | Наукові статті, дослідження                                                                    | https://python.langchain.com/docs/integrations/tools/arxiv                     |
| AWS Lambda                      | Так                       | Так                | Власницька             | Безсерверні обчислення                                                                         | https://python.langchain.com/docs/integrations/tools/awslambda                 |
| Bash                            | Ні                        | Ні                 | Відкритий вихідний код | Доступ до середовища командної оболонки                                                        | https://python.langchain.com/docs/integrations/tools/bash                      |
| Bearly Code Interpreter         | Ні                        | Так                | Комерційна             | Віддалене виконання коду Python                                                                | https://python.langchain.com/docs/integrations/tools/bearly                    |
| Bing Search                     | Ні                        | Так                | Власницька             | Пошукова система                                                                               | https://python.langchain.com/docs/integrations/tools/bing_search               |
| Brave Search                    | Ні                        | Ні                 | Відкритий вихідний код | Пошук з акцентом на конфіденційність                                                           | https://python.langchain.com/docs/integrations/tools/brave_search              |
| ChatGPT Plugins                 | Ні                        | Так                | Власницька             | ChatGPT                                                                                        | https://python.langchain.com/docs/integrations/tools/chatgpt_plugins           |
| Connery                         | Ні                        | Так                | Комерційна             | API дії                                                                                        | https://python.langchain.com/docs/integrations/tools/connery                   |
| Dall-E Image Generator          | Ні                        | Так                | Власницька             | Генерація зображень з тексту                                                                   | https://python.langchain.com/docs/integrations/tools/dalle_image_generator     |
| DataForSEO                      | Ні                        | Так                | Комерційна             | SEO дані, аналітика                                                                            | https://python.langchain.com/docs/integrations/tools/dataforseo                |
| DuckDuckGo Search               | Ні                        | Ні                 | Відкритий вихідний код | Пошук з акцентом на конфіденційність                                                           | https://python.langchain.com/docs/integrations/tools/ddg                       |
| E2B Data Analysis               | Ні                        | Ні                 | Відкритий вихідний код | Аналіз даних                                                                                   | https://python.langchain.com/docs/integrations/tools/e2b_data_analysis         |
| Eden AI                         | Ні                        | Так                | Комерційна             | Інструменти штучного інтелекту, API                                                            | https://python.langchain.com/docs/integrations/tools/edenai_tools              |
| Eleven Labs Text2Speech         | Ні                        | Так                | Комерційна             | Перетворення тексту в мовлення                                                                 | https://python.langchain.com/docs/integrations/tools/eleven_labs_tts           |
| Exa Search                      | Ні                        | Так                | Комерційна             | Веб-пошук                                                                                      | https://python.langchain.com/docs/integrations/tools/exa_search                |
| File System                     | Ні                        | Ні                 | Відкритий вихідний код | Взаємодія з файловою системою                                                                  | https://python.langchain.com/docs/integrations/tools/filesystem                |
| Golden Query                    | Ні                        | Так                | Комерційна             | Запити природною мовою                                                                         | https://python.langchain.com/docs/integrations/tools/golden_query              |
| Google Cloud Text-to-Speech     | Так                       | Так                | Власницька             | Перетворення тексту в мовлення                                                                 | https://python.langchain.com/docs/integrations/tools/google_cloud_texttospeech |
| Google Drive                    | Так                       | Так                | Власницька             | Доступ до Google Drive                                                                         | https://python.langchain.com/docs/integrations/tools/google_drive              |
| Google Finance                  | Так                       | Так                | Власницька             | Фінансові дані                                                                                 | https://python.langchain.com/docs/integrations/tools/google_finance            |
| Google Jobs                     | Так                       | Так                | Власницька             | Пошук роботи                                                                                   | https://python.langchain.com/docs/integrations/tools/google_jobs               |
| Google Lens                     | Так                       | Так                | Власницька             | Візуальний пошук, розпізнавання                                                                | https://python.langchain.com/docs/integrations/tools/google_lens               |
| Google Places                   | Так                       | Так                | Власницька             | Сервіси на основі місцезнаходження                                                             | https://python.langchain.com/docs/integrations/tools/google_places             |
| Google Scholar                  | Так                       | Так                | Власницька             | Пошук наукових статей                                                                          | https://python.langchain.com/docs/integrations/tools/google_scholar            |
| Google Search                   | Так                       | Так                | Власницька             | Пошукова система                                                                               | https://python.langchain.com/docs/integrations/tools/google_search             |
| Google Serper                   | Ні                        | Так                | Комерційна             | Збір даних SERP                                                                                | https://python.langchain.com/docs/integrations/tools/google_serper             |
| Google Trends                   | Так                       | Так                | Власницька             | Дані про тренди                                                                                | https://python.langchain.com/docs/integrations/tools/google_trends             |
| Gradio                          | Ні                        | Ні                 | Відкритий вихідний код | Інтерфейси машинного навчання                                                                  | https://python.langchain.com/docs/integrations/tools/gradio_tools              |
| GraphQL                         | Ні                        | Ні                 | Відкритий вихідний код | API запити                                                                                     | https://python.langchain.com/docs/integrations/tools/graphql                   |
| HuggingFace Hub                 | Ні                        | Ні                 | Відкритий вихідний код | Моделі Hugging Face, набори даних                                                              | https://python.langchain.com/docs/integrations/tools/huggingface_tools         |
| Human as a tool                 | Ні                        | Ні                 | N/A                    | Введення даних людиною                                                                         | https://python.langchain.com/docs/integrations/tools/human_tools               |
| IFTTT WebHooks                  | Ні                        | Так                | Комерційна             | Автоматизація веб-сервісів                                                                     | https://python.langchain.com/docs/integrations/tools/ifttt                     |
| Ionic Shopping                  | Ні                        | Так                | Комерційна             | Шопінг                                                                                         | https://python.langchain.com/docs/integrations/tools/ionic_shopping            |
| Lemon Agent                     | Ні                        | Так                | Комерційна             | Взаємодія з Lemon AI                                                                           | https://python.langchain.com/docs/integrations/tools/lemonai                   |
| Memorize                        | Ні                        | Ні                 | Відкритий вихідний код | Точне налаштування LLM для запам'ятовування інформації за допомогою неконтрольованого навчання | https://python.langchain.com/docs/integrations/tools/memorize                  |
| Nuclia                          | Ні                        | Так                | Комерційна             | Індексація неструктурованих даних                                                              | https://python.langchain.com/docs/integrations/tools/nuclia                    |
| OpenWeatherMap                  | Ні                        | Так                | Комерційна             | Дані про погоду                                                                                | https://python.langchain.com/docs/integrations/tools/openweathermap            |
| Polygon Stock Market API        | Ні                        | Так                | Комерційна             | Дані фондового ринку                                                                           | https://python.langchain.com/docs/integrations/tools/polygon                   |
| PubMed                          | Ні                        | Ні                 | Відкритий вихідний код | Біомедична література                                                                          | https://python.langchain.com/docs/integrations/tools/pubmed                    |
| Python REPL                     | Ні                        | Ні                 | Відкритий вихідний код | Python shell                                                                                   | https://python.langchain.com/docs/integrations/tools/python                    |
| Reddit Search                   | Ні                        | Ні                 | Відкритий вихідний код | Пошук на Reddit                                                                                | https://python.langchain.com/docs/integrations/tools/reddit_search             |
| Requests                        | Ні                        | Ні                 | Відкритий вихідний код | HTTP запити                                                                                    | https://python.langchain.com/docs/integrations/tools/requests                  |
| SceneXplain                     | Ні                        | Ні                 | Відкритий вихідний код | Пояснення моделей                                                                              | https://python.langchain.com/docs/integrations/tools/sceneXplain               |
| Search                          | Ні                        | Ні                 | Відкритий вихідний код | Запити до різних пошукових сервісів                                                            | https://python.langchain.com/docs/integrations/tools/search_tools              |
| SearchApi                       | Ні                        | Так                | Комерційна             | Запити до різних пошукових сервісів                                                            | https://python.langchain.com/docs/integrations/tools/searchapi                 |
| SearxNG                         | Ні                        | Ні                 | Відкритий вихідний код | Пошук з акцентом на конфіденційність                                                           | https://python.langchain.com/docs/integrations/tools/searx_search              |
| Semantic Scholar API            | Ні                        | Ні                 | Відкритий вихідний код | Пошук академічних робіт                                                                        | https://python.langchain.com/docs/integrations/tools/semanticscholar           |
| SerpAPI                         | Ні                        | Так                | Комерційна             | Збір даних зі сторінки результатів пошукової системи                                           | https://python.langchain.com/docs/integrations/tools/serpapi                   |
| StackExchange                   | Ні                        | Ні                 | Відкритий вихідний код | Доступ до Stack Exchange                                                                       | https://python.langchain.com/docs/integrations/tools/stackexchange             |
| Tavily Search                   | Ні                        | Так                | Комерційна             | Відповіді на запитання                                                                         | https://python.langchain.com/docs/integrations/tools/tavily_search             |
| Twilio                          | Ні                        | Так                | Комерційна             | Комунікаційні API                                                                              | https://python.langchain.com/docs/integrations/tools/twilio                    |
| Wikidata                        | Ні                        | Ні                 | Відкритий вихідний код | Доступ до структурованих даних                                                                 | https://python.langchain.com/docs/integrations/tools/wikidata                  |
| Wikipedia                       | Ні                        | Ні                 | Відкритий вихідний код | Доступ до Вікіпедії                                                                            | https://python.langchain.com/docs/integrations/tools/wikipedia                 |
| Wolfram Alpha                   | Ні                        | Так                | Власницька             | Обчислювальні знання                                                                           | https://python.langchain.com/docs/integrations/tools/wolfram_alpha             |
| Yahoo Finance News              | Ні                        | Так                | Комерційна             | Фінансові новини                                                                               | https://python.langchain.com/docs/integrations/tools/yahoo_finance_news        |
| Youtube                         | Ні                        | Так                | Комерційна             | Доступ до YouTube                                                                              | https://python.langchain.com/docs/integrations/tools/youtube                   |
| Zapier Natural Language Actions | Ні                        | Так                | Комерційна             | Автоматизація робочих процесів                                                                 | https://python.langchain.com/docs/integrations/tools/zapier                    |